# Ho Sum Tak
Ho Sum Tak es un deportista hongkonés que compitió en tenis de mesa adaptado. Ganó una medalla de oro en los Juegos Paralímpicos de Barcelona 1992 en la prueba de equipo (clase 4).

## Palmarés internacional
| Juegos Paralímpicos | Juegos Paralímpicos | Juegos Paralímpicos | Juegos Paralímpicos |
| Año                 | Lugar               | Medalla             | Prueba              |
| ------------------- | ------------------- | ------------------- | ------------------- |
| 1992                | Barcelona (España)  | Medalla de oro      | Equipo 4            |